# 他人の身になってみること
『他人の身になってみること』（原題：Put Yourself in My Shoes）は、アメリカの小説家レイモンド・カーヴァーの短編小説。

## 概要
『アイオワ・レビュー』1972年秋号に掲載された。1974年8月に小冊子としてキャプラ・プレスより出版される。カーヴァーの最初の短編集である『頼むから静かにしてくれ』（マグロー・ヒル社、1976年3月9日）に収録。生前に出版された精選作品集『Where I'm Calling From: New and Selected Stories』（アトランティック・マンスリー・プレス、1988年5月）にも収録された。また『プライズ・ストーリーズ 1974』に収録された。
日本語版は『新潮』1985年11月号が初出。翻訳は村上春樹。村上が独自に編纂した単行本『夜になると鮭は‥‥』（中央公論社、1985年6月27日）に収録。ここまでの邦題は「クリスマスの夜」だったが、『THE COMPLETE WORKS OF RAYMOND CARVER 1　頼むから静かにしてくれ』（中央公論社、1991年2月20日）収録時に原題に即した「他人の身になってみること」に変更された。
村上は『頼むから静かにしてくれ』（中央公論社）の解題で次のように述べている。
「原題の『Put yourself in my shoes』は文字通り『私の靴に足を入れてみろ』。俺の身にもなってみろ、ということで、英語ではかなり紋切り型の成句である。普通の作家ならこんなクリシェをタイトルにしたりはしない。カーヴァーはそれをわざと逆手に取っているわけである（このようなカーヴァーのクリシェうっちゃりテクニックに関してはかなり長い論文がひとつ書けるだろう）」

## あらすじ
掃除機をかけているときに電話のベルが鳴った。マイヤーズはクッションのすきまに入った猫の毛を吸いとっていたところだった。かけてきたのは妻のポーラで、「今日の午後、会社のパーティーをやってるんだけどあなたも招待されてるの。カールが招待してくれたのよ」とポーラは言った。カールはマイヤーズの以前の上司である。マイヤーズは小説を書くために仕事を辞めていた。
結局ポーラはパーティーを抜け出し、ヴォイルズというバーで二人は待ち合わせた。それからポーラの提案で二人はモーガン夫妻の家に行く。夫妻の家の窓のカーテンは開いていて、クリスマス・ツリーの灯がちかちかと点滅していた。そこは以前二人が住んでいた家でもあった。
エドガー・モーガンは、息子に投げつけられたトマト・スープの缶が額にあたり脳しんとうを起こした同僚の話をした。ヒルダ・モーガンは、ミュンヘンの美術館で置き忘れたバッグとそれを届けてくれたミセス・アッテンボロの話をした。
エドガー・モーガンはだんだんと怒り始め、マイヤーズに言った。「私の『ジャズ・アット・ザ・フィルハーモニック』の二枚組LPがなくなっている。このレコードには深い思い出がある。私はそれを1955年に買ったんだ。さあ、あれをいったいどうしたのか言ってもらおう」